# Fairey Firefly

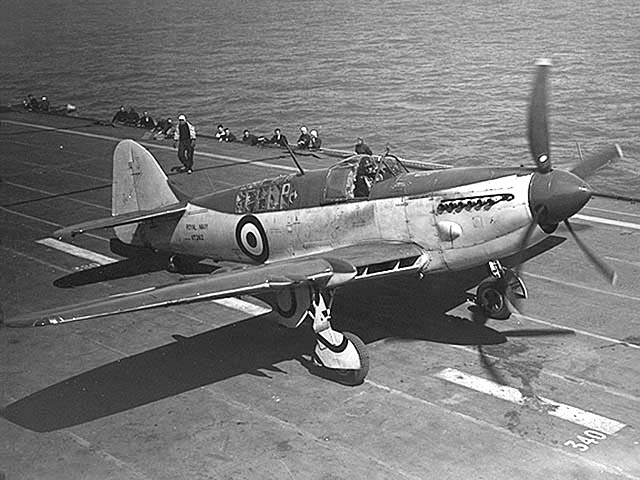
Kanadische Firefly Mk.IV

Die Fairey Firefly war ein britisches trägergestütztes Jagdflugzeug des Zweiten Weltkriegs und der 1950er Jahre.

## Geschichte
Die Genehmigung für den Bau erteilte die Admiralität im Sommer 1939. Am 12. Juni 1940 wurden vom  Ministry of Aircraft Production offiziell 200 Firefly bestellt, darunter vier Prototypen. Der Bau der ersten unter der Leitung von Herbert Chaplin entwickelten Maschine begann im März 1941. Die Maschinen wurden in Halbschalenbauweise gefertigt. Zur Auftriebserhöhung bei Start und Landung waren die Tragflügel mit Fairey-Youngman-Klappen ausgerüstet. Der Erstflug des Prototyps (Z1826) mit Chris Staniland am Steuer fand am 22. Dezember 1941 auf dem Great West Aerodrome von Fairey statt. Drei weitere Prototypen folgten bis zum September 1942. Es stellte sich bei der Erprobung heraus, dass die kleine steile Windschutzscheibe nur eine schlechte Sicht nach vorn erlaubte. Am 26. Juni 1942 verunglückte Cheftestpilot Chris Staniland mit dem zweiten Prototyp tödlich, was die Notwendigkeit weiterer Modifikationen nach sich zog. So wurden bei den Serienmaschinen die Steuerflächen mit einer Metallbeplankung anstatt einer Stoffbespannung versehen und die Seitenruder sowie die Cockpitverglasung verändert. Nach erfolgreichen Trägerversuchen auf der Illustrious mit dem dritten Prototyp Ende 1942 erfolgte die Auslieferung der ersten Serienmaschine F Mk.I am 4. März 1943. Ab der 470. Maschine wurde der Griffon-IIB-Motor durch den Griffon 12 ersetzt.
Erste Einsätze von Bord des Flugzeugträgers Indefatigable erfolgten dann im Juli 1944, als Flugzeuge der 1770 Naval Air Squadron das deutsche Schlachtschiff Tirpitz angriffen. Erste größere Einsätze sah das Muster im Januar 1945 im Pazifik, wo britische Verbände Angriffe gegen japanische Raffinerien auf Sumatra flogen. Fireflys waren im Juli 1945 auch die ersten britischen Trägerflugzeuge über dem japanischen Festland. Zum Zeitpunkt der japanischen Kapitulation waren 658 Fireflys fertiggestellt, die Fleet Air Arm verfügte über acht mit dem Modell ausgestattete Staffeln. Die Version NF Mk.II sollte als Nachtjäger eingesetzt werden und erhielt dafür zwei Behälter für das AI-MK-X-Radar an den Flügelvorderkanten. Da sich die notwendige Technik als zu schwer herausstellte, wodurch eine umfangreiche Umkonstruktion der Maschine notwendig geworden wäre, ersetzten F Mk 1 mit dem wesentlich leichteren unter dem Rumpf eingebauten US-amerikanischen AN/APS-4-Radar diese Version. Auch die Version Mk.III mit stärkerem Griffon-61-Motor blieb aufgrund von schlechten Flugeigenschaften ein Einzelstück.
1944 startete der Prototyp der verbesserten Version Mk.IV zum ersten Mal. Im Sommer 1946 kam das mit Griffon-74-Motor, Vierblattpropeller, modifiziertem Leitwerk, anderem Kühlluftsystem und verkürzten Tragflächen ausgerüstete Modell bei den Staffeln des Fleet Air Arm zum Einsatz. Die älteren Mk.I-Maschinen wurden an die Royal Navy Voluntary Reserve übergeben, die sie noch bis 1950 einsetzte. Von den 160 gebauten Exemplaren der Mk.IV gingen 40 an die Luftwaffe der Niederlande.
Ab 1948 erfolgte die Ablösung der Mk.IV durch die neue Mk.V, die während des Koreakriegs das Rückgrat der britischen Luftstreitkräfte bildete. Die am 12. Dezember 1947 in White Waltham zum Erstflug gestartete Version unterschied sich durch hydraulisch klappbare Tragflächen von der Mk.IV. 40 Stück wurden später zu Drohnen (U Mk IX) umgebaut. Die Mk.VI-Version, die ab Mitte 1950 eingesetzt wurde, war ein reiner U-Bootjäger und wurde bis September 1951 in 133 Exemplaren gebaut. Sie hatte längere Fahrwerksbeine und konnte neuere Sonarbojen als Außenlast tragen, wofür die Kanonenbewaffnung in den Tragflächen wegfiel. Ihr Erstflug erfolgte am 23. März 1949. Bis zu ihrer Ablösung durch die Fairey Gannet Anfang 1955 war sie das Standardflugzeug des Fleet Air Arm zur U-Jagd. Die ab 1951 gefertigte Mk.VII-Version kam kaum noch zum Einsatz. Die dreisitzige Maschine war als Übergangslösung bis zur Verfügbarkeit der Gannet gedacht, die 151 bestellten Maschinen wurden jedoch aufgrund von Stabilitätsproblemen nur als Trainer genutzt und 34 später zu Zieldrohnen (U Mk.VIII) umgerüstet. Die letzte dieser Maschinen wurde am 27. November 1961 auf Malta abgeschossen. Insgesamt wurden zwischen 1941 und 1956 1702 Fireflys gebaut.

## Technische Daten

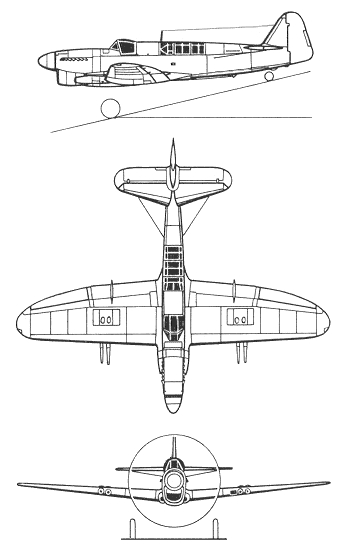
Dreiseitenansicht Fairey Firefly Mk.I

| Kenngröße             | Fairey Firefly F.Mk.I                                                  | Fairey Firefly Mk.IV                                                   | Fairey Firefly Mk.V                                                    |
| --------------------- | ---------------------------------------------------------------------- | ---------------------------------------------------------------------- | ---------------------------------------------------------------------- |
| Besatzung             | 2                                                                      | 2                                                                      | 2                                                                      |
| Länge                 | 11,47 m                                                                | 11,28 m                                                                | 11,56 m                                                                |
| Spannweite            | 13,57 m                                                                | 12,49 m                                                                | 12,50 m                                                                |
| Höhe                  | 3,98 m                                                                 | 4,74 m                                                                 | 4,37 m                                                                 |
| max. Startmasse       | 6450 kg                                                                | 7083 kg                                                                | 7291 kg                                                                |
| Leermasse             |                                                                        |                                                                        | 4382 kg                                                                |
| Antrieb               | ein Rolls-Royce Griffon II B V-12 mit 1730 PS                          | ein Rolls-Royce Griffon 74 mit 1650 kW (2245 PS)                       | ein Rolls-Royce Griffon 74 mit 1650 kW (2245 PS)                       |
| Höchstgeschwindigkeit | 505 km/h in 4270 m                                                     | 555 km/h in 3800 m                                                     | 621 km/h in 4270 m                                                     |
| Reichweite            | 1714 km                                                                | 1720 km (mit Zusatztanks)                                              | 1062 km                                                                |
| Dienstgipfelhöhe      | 8540 m                                                                 | 8900 m                                                                 | 8900 m                                                                 |
| Bewaffnung            | vier Hispano 20-mm-Kanonen, zwei 454-kg-Bomben oder acht 27-kg-Raketen | vier Hispano 20-mm-Kanonen, zwei 454-kg-Bomben oder acht 27-kg-Raketen | vier Hispano 20-mm-Kanonen, zwei 454-kg-Bomben oder acht 27-kg-Raketen |